# Imitation of Life (R.E.M.)
Imitation of Life  è un singolo del gruppo musicale statunitense R.E.M., pubblicato il 30 aprile 2001 come primo estratto dal dodicesimo album in studio Reveal.

## Video musicale
Il videoclip, diretto dal regista Garth Jennings, è stato girato a Calabasas, nella contea di Los Angeles, il 28 febbraio 2001.  Jennings ha girato il video usando 12 videocamere Super 8, le cui riprese sono state successivamente unite per creare un clip collettiva di 20 secondi. Durante questi 20 secondi, che procedono sia normalmente che in rewind, varie persone recitano diverse parti del testo della canzone. Tramite l'uso della tecnica pan and scan, il video ingrandisce vari pezzi di azione, inclusi un uomo che cerca di spegnere il fuoco su un barbecue, una donna a cui viene rovesciato un drink in faccia, Stipe che balla, Mills che versa vino e Buck che suona un ukulele con una scimmia sulla pancia.

## Tracce
CD (USA: 9 42363-2, UK: W559CD, Australia: 9362449942, Japan: WPCR-11011, Brazil: CDWP 056)
1. Imitation of Life
2. The Lifting (Original Version)
3. Beat A Drum (Dalkey Demo)

DVD (UK: W559DVD)
1. Imitation of Life
2. 2JN
3. The Lifting (Original Version)

12" (USA: 9 42363-0)
1. Imitation of Life
2. The Lifting (Original Version)
3. Beat A Drum (Dalkey Demo)
4. 2JN

## Classifiche
| Classifica (2001)               | Posizione massima |
| ------------------------------- | ----------------- |
| Australia                       | 32                |
| Austria                         | 19                |
| Belgio (Fiandre)                | 58                |
| Belgio (Vallonia)               | 57                |
| Canada                          | 5                 |
| Danimarca                       | 12                |
| Finlandia                       | 14                |
| Francia                         | 99                |
| Germania                        | 35                |
| Irlanda                         | 12                |
| Italia                          | 3                 |
| Norvegia                        | 4                 |
| Nuova Zelanda                   | 18                |
| Paesi Bassi                     | 54                |
| Regno Unito                     | 6                 |
| Spagna                          | 3                 |
| Stati Uniti                     | 83                |
| Stati Uniti (adult alternative) | 1                 |
| Stati Uniti (alternative)       | 22                |
| Svezia                          | 32                |
| Svizzera                        | 27                |